# ساوت ادمستون (نیویورک)
ساوت ادمستون (به انگلیسی: South Edmeston) یک منطقهٔ مسکونی در ایالات متحده آمریکا است که در نیویورک واقع شده‌است. ساوت ادمستون ۳۴۱ متر بالاتر از سطح دریا واقع شده‌است.